# Federico Ibarra Groth

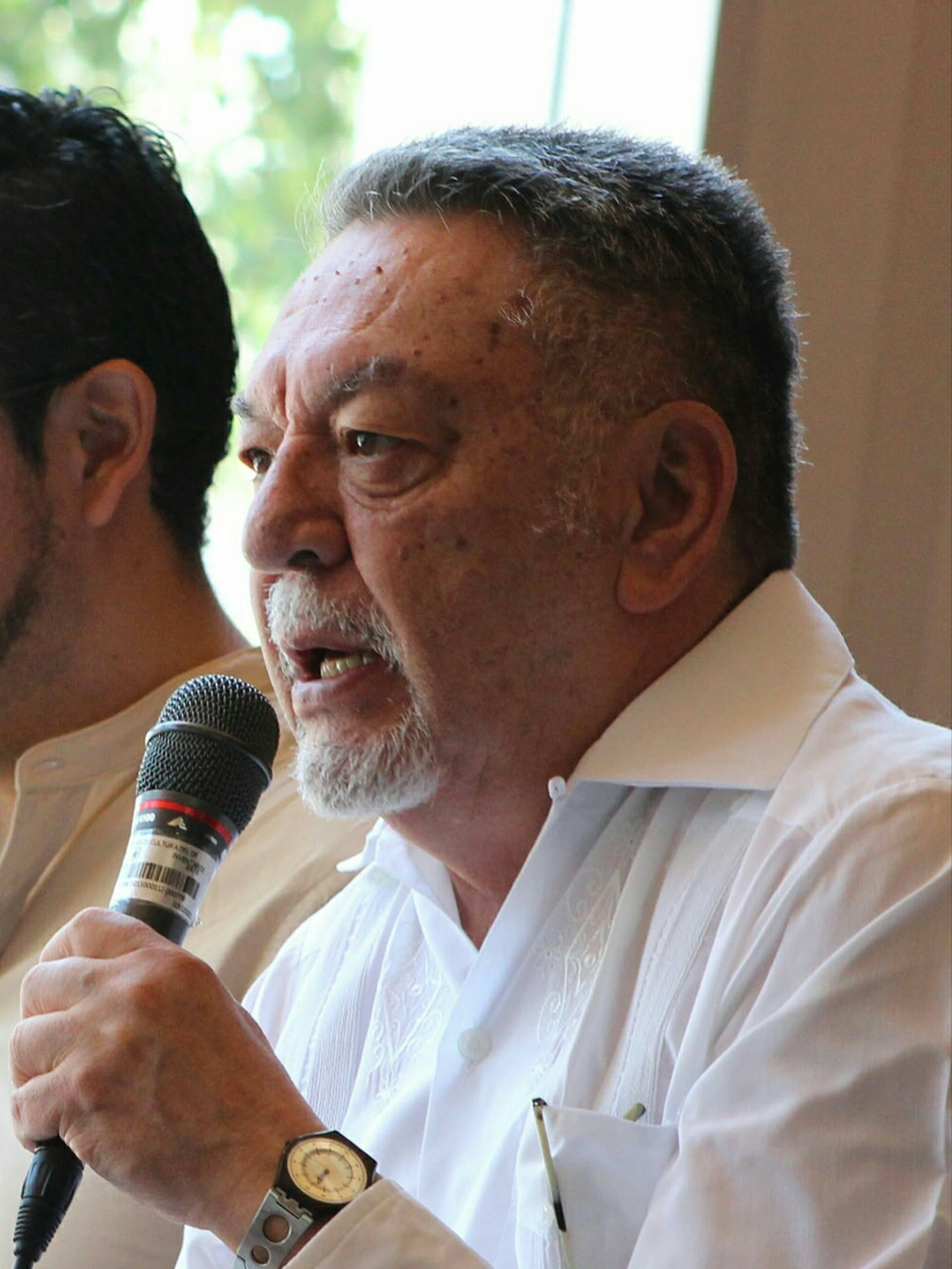
Federico Ibarra Groth im Jahr 2018

Federico Ibarra Groth (* 1946 in Mexiko-Stadt) ist ein mexikanischer Komponist.
Er schrieb bislang zahlreiche Symphonien, Opern, Kammermusik, Lieder, Ballett- und Theatermusik. Unter anderem wurde seine Oper „Alicia“ 1991 in Madrid als bestes lyrisches Werk mit einem „Jacinto e Inocencia Guerrero“-Sonderpreis prämiert. Seine Werke wurden auch in Australien, Frankreich, Polen, Venezuela Costa Rica, Brasilien und in den Vereinigten Staaten aufgeführt, aufgenommen und veröffentlicht.

## Biografie
Ibarra studierte Komposition an der Escuela Nacional de Música (ENM) der Universidad Nacional Autónoma de México (UNAM) und war Schüler von Jean-Etienne Marie. Als Stipendiat des UNAM-Radiosenders bildete er sich anschließend in Frankreich und Spanien weiter.
Ibarra war musikalischer Direktor der Micrópera de México und leitete die Kompositionslehrwerkstatt des Centro Nacional de Investigación, Documentación e Información Musical (CENIDIM). Er leitet die die Kammeroper-Lehrwerkstatt an der Escuela Nacional de Música und gehört dort auch der Pilotlehrwerkstatt für Komposition an. Er ist musikalischer Direktor der städtischen Camerópera (de la Ciudad), ist Mitglied im Sistema Nacional de Creadores de Arte des Fondo Nacional para la Cultura y las Artes (FONCA) und der Academia de Artes.

## Opern
- Leoncio y Lena, (1981), Libretto: José Ramón Enríquez
- Orestes Parte, (1984), Libretto: José Ramón Enríquez
- El pequeño príncipe (1988), Libretto: Luis de Tavira
- Madre Juana (1993), Libretto: José Ramón Enríquez
- Despertar al sueño, (1994), Libretto: David Olguín
- Alicia, (1995), Libretto: José Ramón Enríquez
- Brindis por un milenio, (2000),
- El juego de los insectos, (2009), Libretto nach Joseph Capek und Karel Kapek
- Antonieta, (2010), Libretto von Verónica Mussalem über das Leben von Antonieta Rivas Mercado

## Auszeichnungen
- Silvestre-Revueltas-Kompositionspreis (1975 und 1976)
- Lam-Andomián-Preis, Kolumbien (1980)
- Mozart-Medaille für musikalische Verdienste (1991)
- „Jacinto e Inocencia Guerrero“-Sonderpreis, Spanien (1991)
- UNAM-Preis für Neue Musik für Tanz (1993)
- 1. Platz beim internationalen Kompositionswettbewerb in Ibagué, Kolumbien
- Nationaler Kunstpreis für schöne Künste, Mexiko (2001)

## Andere Kompositionen
- Sinfonía Nr 2 ist auf CD erschienen.

## Notenbücher
- Obras de Federico Ibarra, Gedenkausgabe, Toccata, 1997, ISBN 968-36-5804-0
- Tres Obras para Coro: Romancillo; A una Dama que iba cubierta; Villancico vi; Juguete, 1997, ISBN 968-36-5802-4
- Sonata breve para Violín solo, 1997, ISBN 968-36-5805-9
- Obras para Clavecín y para Órgano: Galopa de la Mosca Trapecista; Música para Teatro, Intrada, 1997, ISBN 968-36-5803-2
- Colección empastada de la Edición conmemorativa de Federico Ibarra